# Kleinbahn Pierrefitte–Cauterets–Luz

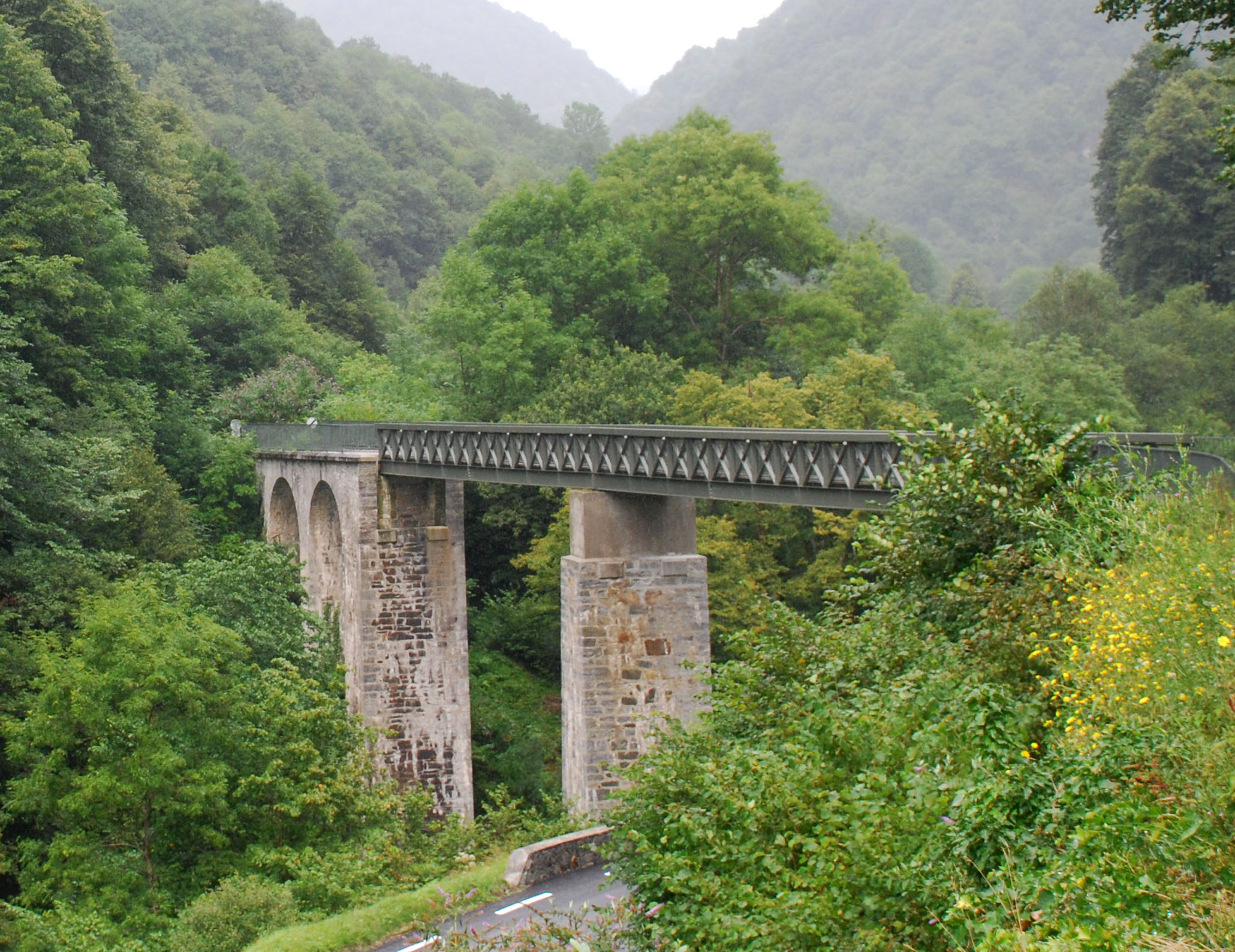
Meyabat-Brücke

Die Kleinbahn Pierrefitte–Cauterets–Luz stellte für die Bahnstrecke Lourdes–Pierrefitte-Nestalas eine Fortsetzung in die Pyrenäen dar.

## Geschichte
Nachdem die Compagnie des Chemins de fer du Midi (Südbahngesellschaft) ihre Strecke von Lourdes nach Pierrefitte-Nestalas im Sommer 1891 fertiggestellt hatte, kam sie auf ein schon früher (1878) erwogenes Projekt zurück, durch eine Verlängerung die Gegend des Lavedan weiter zu erschließen. Nach eingehenden Verhandlungen – u. a. über die Wünsche einzelner Gemeinden zur Trassenführung – konzentrierte sich in der Folgezeit die Planung auf den Bau einer meterspurigen elektrischen Lokalbahn, die mit zwei Ästen in die Täler des Gave de Cauterets und des Oberlaufes des Gave de Pau (Gave de Gavarnie genannt) hineinführte.
Die Bauarbeiten begannen im Jahr 1894 nach Erteilung der Konzession an zwei Privatunternehmer. Diese übertrugen sie 1896 auf die Société du chemin de fer de Pierrefitte à Cauterets et à Luz (PCL), die zur gleichen Zeit in den Konzern Compagnie Centrale de Chemins de fer, de Tramways et d’Électricité  eingegliedert wurde. Im folgenden Jahr konnte am 22. Juni 1898 auf der westlichen Stichbahn von elf Kilometern Länge mit dem Güterverkehr von Pierrefitte (463 m) nach Cauterets (932 m) begonnen werden; der Personenverkehr folgte dort am 1. April 1899. Die unterhalb des Haltepunktes Calypso anfangs vorhandenen beiden Spitzkehren wurden 1901 durch entsprechende Schleifen ersetzt, wodurch die Fahrzeit verkürzt wurde.
Die östliche Zweigbahn von Pierrefitte nach Luz-Saint-Sauveur (711 m), die sich erst bei dem Haltepunkt Nestalas von der westlichen trennte und dann noch zwölf Kilometer lang war, konnte ab 1. Februar 1901 befahren werden. Die Gleichspannung betrug 600 Volt. Die offizielle Einweihung des Gesamtbetriebs der PCL-Strecken fand am 13. April 1901 in Anwesenheit des französischen Landwirtschaftsministers Jean Dupuy statt. Der Personenverkehr war auf die Züge der Hauptstrecke von und nach Lourdes abgestimmt und erreichte im Sommer zeitweise 12–15 Zugpaare. Dagegen genügten für den lokalen Verkehr im Winter drei tägliche Verbindungen.
Die nach dem Ersten Weltkrieg anwachsende Konkurrenz des Kraftfahrzeugverkehrs machte sich zunächst bei der Zweigbahn nach Luz stärker bemerkbar. Nachdem eine direkte Omnibuslinie von Lourdes über Pierrefitte und Luz hinaus nach Barèges immer mehr Fahrgäste von der Schiene abzog, stellte man den Verkehr nach Luz 1934 ein; nur ein bescheidener Güterverkehr bis zum Stickstoffwerk in Soulom wurde noch bis 1939 bedient.
Auch für die ältere Zweigbahn nach Cauterets war 1939 die Stilllegung vorgesehen; wegen der Bedingungen der Kriegs- und Nachkriegszeit konnte sie sich jedoch bis zum 1. April 1949 gegen die Straßenkonkurrenz behaupten; erst als der wichtigste Güterkunde, das Bergwerk von Peñarroya  seine Tätigkeit einstellte und kostspielige Erneuerungsarbeiten anstanden, musste auch diese Bahn den Betrieb beenden. Die bereits 1897 eröffnete Straßenbahn in Cauterets nach dem Thermalbad La Raillère, die ebenfalls zur PCL gehörte, blieb noch bis 1970 in Betrieb.